# Zgornji Obrež
Zgornji Obrež (Duits: Ober Brisach) is een plaats in Slovenië en maakt deel uit van de gemeente Brežice in de NUTS-3-regio Spodnjeposavska. De plaats telde 187 inwoners op 1 januari 2020.